# 小满胜

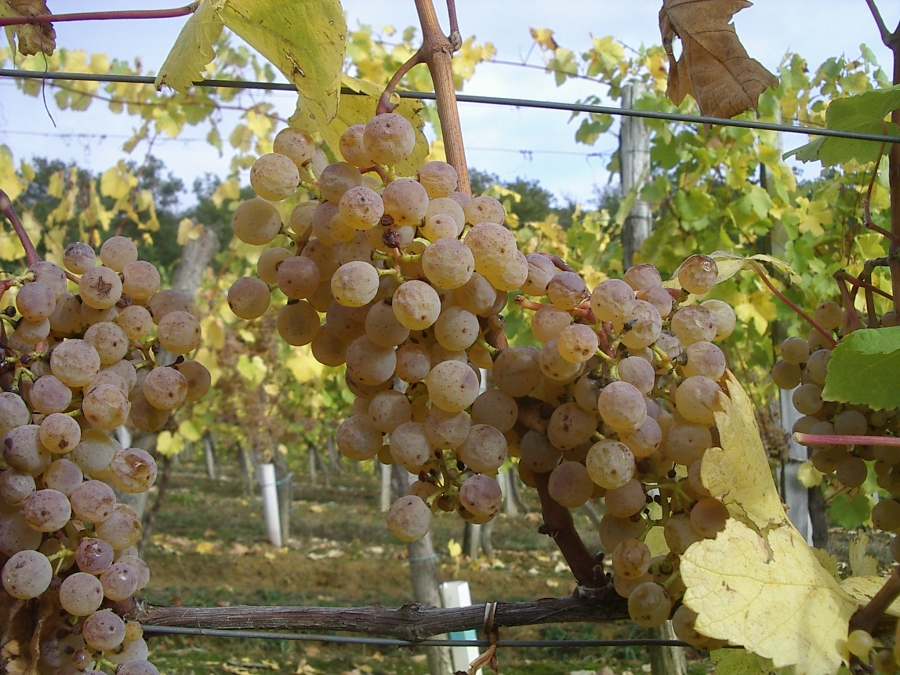
小满胜葡萄

小满胜（法語：petit manseng），又译作小芒森，是一种原产于法国西南部的白葡萄品种。
小满胜属于满胜葡萄家族，也是该家族中酿酒品质最好的品种。小满胜有高糖、高酸的特点，成熟期晚，可在葡萄藤上保留至12月份，常用于酿造晚收甜白葡萄酒。小满胜主要种植于法国西南的朱朗松、维克-毕勒-巴歇汉克（Pacherenc du Vic-Bilh）等产区，不过现今已引种到美国、澳大利亚等新世界国家。